# هیو اوکنور
هیو اوکنور (به ایرلندی: Hugh O'Conor؛ زادۀ ۱۹ آوریل ۱۹۷۵) بازیگر، نویسنده، کارگردان و عکاس ایرلند است. او در سال ۲۰۲۰ در رتبۀ ۴۹ فهرست ۵۰ بازیگر برتر سینمایی ایرلند تمام دوران به انتخاب آیریش تایمز قرار گرفت.
از فیلم‌ها و برنامه‌های تلویزیونی که وی در آنها به ایفای نقش پرداخته می‌توان به پای چپ من (۱۹۸۹)، سه تفنگدار (۱۹۹۳)، قرمز پرحرارت (۱۹۹۳)، شکلات (۲۰۰۰)، نگهبان مرگ (۲۰۰۲)، بلوبری (۲۰۰۴)، تلنگر (۲۰۰۸)، گوزن (۲۰۱۳)، وقایع‌نگاری فرانکنشتاین (۲۰۱۳) و زیارت (۲۰۱۷) اشاره کرد.